# Val-de-la-Hune
Val-de-la-Hune ist eine französische Gemeinde mit 1.526 Einwohnern (Stand: 1. Januar 2022) im Département Sarthe in der Region Pays de la Loire. Sie gehört zum Arrondissement Mamers und ist Mitglied im Gemeindeverband Communauté de communes Le Gesnois Bilurien.
Sie entstand mit Wirkung vom 1. Januar 2025 als Commune nouvelle durch Zusammenlegung der bis dahin selbstständigen Gemeinden Volnay und Saint-Mars-de-Locquenay, die fortan den Status als Communes déléguées besitzen. Der Verwaltungssitz befindet sich in Volnay.

## Gemeindegliederung
| Commune déléguée         | Ehemaliger INSEE-Code | PLZ   | Fläche (km²) | Einwohnerzahl (2022) |
| ------------------------ | --------------------- | ----- | ------------ | -------------------- |
| Volnay (Verwaltungssitz) | 72382                 | 72440 | 19,84        | 971                  |
| Saint-Mars-de-Locquenay  | 72298                 | 72440 | 21,78        | 555                  |

## Geografie
Val-de-la-Hune liegt etwa 22 Kilometer südöstlich von Le Mans in der Landschaft Maine blanc der historischen Provinz Maine. Das Gemeindegebiet wird entwässert vom Flüsschen Sourice, das es im Norden begrenzt, vom Flüsschen Hune, das im Südosten entspringt und es im Süden von Ost nach West durchquert, vom Flüsschen Arche, das in Volnay entspringt und in der Nähe des Zentrums in die Hune mündet, sowie von verschiedenen kleineren Fließgewässern. Das Zentrum befindet sich auf einer Höhe von etwa 100 m. Das Relief des Ortsgebiets ist hügelig mit zahlreichen Erhebungen über 130 m, wobei im Norden, Osten und Süden Höhen von über 160 m gemessen werden. Die minimale Erhebung von 80 m liegt im äußersten Nordwesten beim Austritt der Sourice aus dem Gemeindegebiet.
Teile des westlichen Gebiets von Val-de-la-Hune gehören zur ZNIEFF-Naturzone „Vallée du Narais et ses affluents“ (520012323).
Umgeben wird Val-de-la-Hune von den Nachbargemeinden Surfonds im Norden, Bouloire im Nordosten, Maisoncelles im Osten, Tresson im Südosten, Villaines-sous-Lucé im Süden sowie Challes im Westen.

## Sehenswürdigkeiten
| Name                              | Ort                     | Bemerkungen     | Bild |
| --------------------------------- | ----------------------- | --------------- | ---- |
| Kirche Saint-Vincent              | Volnay                  | 12. Jahrhundert |      |
| Kirche Saint-Mars                 | Saint-Mars-de-Locquenay | 16. Jahrhundert |      |
| Orthodoxes Kloster Saint-Silouane | Saint-Mars-de-Locquenay |                 |      |
| Schloss Le Chesnaye               | Saint-Mars-de-Locquenay | 17. Jahrhundert |      |

## Bildung
Val-de-la-Hune verfügt über
- eine öffentliche Vor- und Grundschule (École primaire) in Volnay und
- eine öffentliche Grundschule (École élémentaire) in Saint-Mars-de-Locquenay.[3]

## Verkehr
Val-de-la-Hune liegt abseits größerer Verkehrsachsen. Die Departementsstraße D 33 verbindet die Gemeinde mit Surfonds im Norden und mit Le Grand-Lucé im Süden. Die D 90 führt im Westen nach Challes und im Osten nach Maisoncelles, die D 206 verlässt das Gemeindegebiet im Südosten in Richtung Tresson. Lokale Landstraßen verbinden Val-de-la-Hune mit anderen Nachbargemeinden.
Busse einer Linie des Transportunternehmens Aléop der Region Pays de la Loire bedienen mehrere Haltestellen in Val-de-la-Hune und verbinden die Gemeinde mit Le Mans und Ruillé-sur-Loir.